# Pintér Gábor (püspök)
Pintér Gábor (Kunszentmárton, 1964. március 9. –) magyar szentszéki diplomata, velebusdói címzetes érsek, az Apostoli Szentszék hondurasi apostoli nunciusa.

## Pályafutása
A kecskeméti Piarista Gimnáziumban érettségizett 1982-ben. 1988. június 11-én szentelték pappá a Váci Egyházmegye szolgálatára. Teológiai doktorátust szerzett. A magyar nyelven kívül kiválóan beszél olaszul, angolul, németül, spanyolul, franciául, oroszul, svédül és haiti kreol nyelven.
1996. július 1-jén lépett a Szentszék diplomáciai szolgálatába. 2005. július 1-jén nunciatúrai tanácsosnak, 2007. március 30-án pápai prelátusnak nevezték ki. Két évtizeden át Haitin, Bolíviában, Skandináviában, Franciaországban, a Fülöp-szigeteken és 2010. május 1-jétől Ausztriában teljesített szolgálatot, mint az ausztriai Apostoli Nunciatúra első tanácsosa.

### Apostoli nunciusi pályafutása
Ferenc pápa 2016. május 13-án kelt bullájával apostoli nunciusnak nevezte ki Fehéroroszországba, valamint a történelmi Dákiában ma már nem létező, 516-ban megszűnt Velebusdo érsekség címzetes érseki címére emelte. Püspökké Vácott szentelte Pietro Parolin bíboros, szentszéki államtitkár 2016. július 15-én; a társszentelők Erdő Péter bíboros, prímás, esztergom-budapesti érsek, valamint Beer Miklós váci megyés püspök voltak.
2019. november 12-én a pápa hondurasi apostoli nunciussá nevezte ki.